# Травкин, Иван Михайлович
Иван Михайлович Травкин (5 сентября 1922, Поповка, Тверская губерния — 5 апреля 1974, Дубна, Московская область) — советский воин-пехотинец во время Великой Отечественной войны, Герой Советского Союза (22.07.1944). Старший сержант.

## Биография
Иван Травкин родился 5 сентября 1922 года в деревне Поповка (ныне — Максатихинский район Тверской области). После окончания сельской школы работал бригадиром в колхозе.
В июле 1941 года Травкин был призван на службу в Рабоче-крестьянскую Красную Армию. После окончания артиллерийских курсов, расположенных в Молотовской области, он был направлен на фронт Великой Отечественной войны. В боях три раза был ранен, в том числе два раза тяжело, и один раз контужен. В 1942—1943 годах воевал в 619-м артиллерийском полку 41-й армии Калининского фронта. Участвовал в Торопецко-Холмской и в Смоленской наступательных операциях.
К июню 1944 года старший сержант Иван Травкин был помощником командира взвода 938-го стрелкового полка 306-й стрелковой дивизии 43-й армии 1-го Прибалтийского фронта. Отличился во время освобождения Витебской области Белорусской ССР. Травкин в числе первых переправился через Западную Двину и принял активное участие в боях за захват и удержание плацдарма на её западном берегу, отразив три немецкие контратаки и продержавшись до переправы основных сил. Кроме того, ему удалось обнаружить немецкие огневые точки, которые были подавлены огнём советской артиллерии.
Указом Президиума Верховного Совета СССР от 22 июля 1944 года за «мужество и воинскую доблесть, проявленные на фронте борьбе с немецкими захватчиками», старший сержант Иван Травкин был удостоен высокого звания Героя Советского Союза с вручением ордена Ленина и медали «Золотая Звезда» за номером 5249.
После тяжёлых ранений И. М. Травкин служил в тылу. Был направлен на учёбу в военное училище, но отчислен по состоянию здоровья. Затем служил в 8-м телеграфном полку. В 1945 году был демобилизован.
Проживал на родине в сёлах Ново-Иваньково и Максатиха, работал мастером на лесосплаве. Затем переехал в Дубну, где работал на базе отдела рабочего снабжения. Умер 5 апреля 1974 года, похоронен в Дубне.
Был награждён орденом Ленина (22.07.1944), орденом Красной Звезды (27.06.1944) и рядом медалей. Почётный гражданин города Дубна.